# Битка код Солуна (1014)
Битка код Солуна (бугарски: Битка при Солун) одиграла се у лето 1014. године између византијске и бугарске војске. Битка је део Византијско-бугарских ратова, а завршена је победом Византије.

## Битка
Византијску војску предводио је гувернер Теофилакт, а бугарску војску Несторица. Бугари покрећу офанзиву на Солун, други по величини град у Византијском царству. Циљ похода био је да на подручје Солуна привуку главнину непријатељских снага која је притискала положаје у планинама у дубини Балкана. Локалне византијске снаге су се сукобиле са Несторикиним снагама и нанеле му тежак пораз. Несторика је побегао, али је зато заробљен велики број војника. Теофилакт се након битке придружио византијској главнини која ће извојевати одлучну победу на Беласици неколико недеља касније.